# Alicja Bracławska-Rewera
Alicja Bracławska-Rewera (ur. 14 maja 1943 w Śmiechowicach) – polska polityk, posłanka na Sejm PRL IX kadencji.

## Życiorys
Córka Stanisława i Janiny. W 1963 podjęła pracę w szkole podstawowej w Złotej, a potem pracowała w szkole podstawowej w Zawierzebiu. Ukończyła studia w Wyższej Szkole Pedagogicznej w Krakowie. W latach 1981–2001 była dyrektorką szkoły w Złotej.
W 1963 wstąpiła do Związku Młodzieży Wiejskiej, zasiadała w jego zarządzie powiatowym w Sandomierzu. W 1963 zasiadła także we władzach wojewódzkich Związku Harcerstwa Polskiego. W 1968 wstąpiła do Zjednoczonego Stronnictwa Ludowego, w którym od 1981 była prezesem Gminnego Komitetu w Samborcu i zasiadała w Wojewódzkim Komitecie partii w Tarnobrzegu. Przystąpiła także do Polskiego Czerwonego Krzyża i Ligi Ochrony Przyrody. Działała także w Patriotycznym Ruchu Odrodzenia Narodowego, od 1983 była wiceprzewodniczącą jego Rady Gminnej. Pełniła mandat radnego Wojewódzkiej Rady Narodowej w Tarnobrzegu. W latach 1985–1989 pełniła mandat posłanki na Sejm PRL IX kadencji w okręgu Tarnobrzeg z ramienia ZSL, zasiadając w Komisji Nauki i Postępu Technicznego, Komisji Odpowiedzialności Konstytucyjnej, Komisji Edukacji Narodowej i Młodzieży oraz w Komisji Nadzwyczajnej do rozpatrzenia projektu Ordynacji Wyborczej do Sejmu oraz Ordynacji Wyborczej do Senatu. Od marca 1988 do rozwiązania partii w listopadzie 1989 zasiadała w Naczelnym Komitecie ZSL i jego prezydium.
Odznaczona Krzyżem Oficerskim Orderu Odrodzenia Polski (2002), Złotym Krzyżem Zasługi i Medalem „Za zasługi dla woj. tarnobrzeskiego”. W 1989 wyróżniona wpisem do „Księgi zasłużonych dla województwa tarnobrzeskiego”.